# Sojusz polsko-rumuński

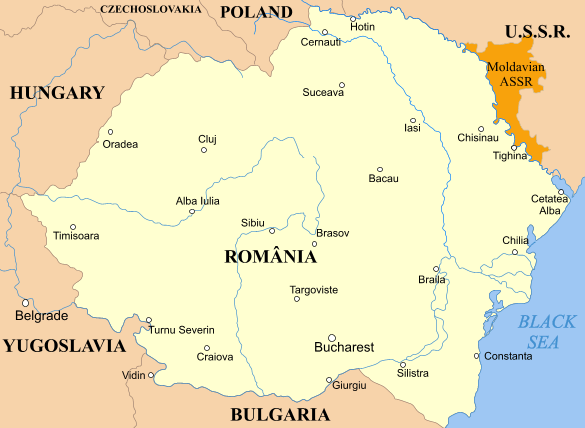
Królestwo Rumunii w okresie międzywojennym

Sojusz polsko-rumuński – seria traktatów podpisanych przez Polskę i Rumunię w dwudziestoleciu międzywojennym, m.in. 3 marca 1921 roku – układ o wzajemnej pomocy w razie sowieckiej agresji (zobowiązują się wspomagać się wzajemnie na wypadek gdyby jedna z nich została zaatakowana, bez dania powodu ze swej strony, na swych obecnych granicach wschodnich) i dwa traktaty przymierza z 26 marca 1926 roku i 15 stycznia 1931 roku, w których strony zobowiązane zostały do wzajemnej obrony przed wszelką napaścią z zewnątrz. Każdy układ zawarty był na okres 5 lat, trzeci podlegał samoistnemu przedłużeniu na dalsze okresy pięcioletnie, jeśli żadna ze stron nie ogłosiła odstąpienia na rok przed upływem tego czasu. Porozumienie powiązano z odpowiednimi artykułami Paktu Ligi Narodów (prawo do samoobrony w razie braku jednomyślności w Radzie Ligi). Wszystkie układy zarejestrowano w   Sekretariacie Ligi zgodnie z warunkiem, którego dla ważności wymagał Traktat Wersalski w art. 18. Spisane zostały w języku francuskim, który tym samym był miarodajny. Za twórcę pierwszej konwencji polsko-rumuńskiej z 1921 roku uważa się gen. Tadeusza Rozwadowskiego, który negocjował jej kształt podczas spotkań z delegacją rumuńską w Bukareszcie i Warszawie w 1920 roku. Rumunia w latach 1918–1939 była jedynym (oprócz Łotwy i krótkotrwale graniczących z Polską Węgier) sąsiadem Polski pozostającym z nią w przyjaznych stosunkach.
Po napaści ZSRR na Polskę prezydent Ignacy Mościcki, Naczelny Wódz Edward Rydz-Śmigły wraz ze sztabem oraz rząd z premierem Felicjanem Sławojem Składkowskim przekroczyli granicę polsko-rumuńską w Kutach i ewakuowali się właśnie do Rumunii. Rząd polski zdecydował się nie prosić Rumunii o pomoc militarną pomimo casus foederis wobec agresji ZSRR na Polskę.